# Physoloba indistincta
Physoloba indistincta is een vlinder uit de familie van de spanners (Geometridae). De wetenschappelijke naam van de soort is voor het eerst geldig gepubliceerd in 1882 door Butler.